# Дијего Гарсија
Дијего Гарсија је атол који се налази у самом срцу Индијског океана, удаљен 1.600 километара од најјужније тачке индијског полуострва. Дијего Гарсија је највећа копнена маса архипелага Чагос. Острво припада Уједињеном Краљевству као Британска Територија Индијског океана, скраћено БТИО. Све до 1973. године острво је насељено домороцима. Почетком 50-их година двадесетог века, почиње систематска депортација становништва од стране Велике Британије, како би острво могло да се изнајми Сједињеним Америчким Државама у војне сврхе. На овом острву данас се налази једна од укупно три антене које су део Глобалног позиционог система.
Како је насилно депортовање становништва узело маха из године у годину, острво је попримило свој првобитни изглед из шеснаестог века када је откривено. Некада бројне плантаже и њиве, данас су прекривене густом вегетацијом. Острво је 60 километара дуго, са максималном надморском висином од 7 метара. Залив је 19 километара дуг, и око 8 километара широк. Дубина залива варира од 20 до 30 метара. Бројни корални спрудови се налазе у заливу и представљају проблем морском саобраћају.

## Географија
Атол има облик прстена и чини скоро потпуни круг, осим једног малог отвореног дела на северу. Острво је највеће у архипелагу Чагос, који се састоји од шездесетак острва. Осим највећег острва, постојe и три мала острвцета на самом уласку у прстен на северу:
- Западно острво, 3,4 хектара велико
- Средње острво, 6 хектара велико
- Источно острво, 11,75 хектара велико

Укупна површина атола је 170 km², од чега је 30 km² копно, 17 km² периферни корални спруд, и 124 km² залив.

## Клима
Годишњи просек падавина износи 260 центиметара, док је период од октобра до фебруара највлажнији са бројним кишним данима. Чак и најсувљи месец, август, у просеку има 10 центиметара кише. Дневне температуре су у просеку 30 °C, док се ноћи жива спушта до 27 °C. Влажност је присутна током целе године, али константни топли ветрови чине ту влажност подношљивом.
Један од највећих природних непријатеља острва су циклони. Како је острво прилично ниско, и нема високих планина нити брда, изложено је јаким ветровима и високим таласима. Острво од 1960. године није било на удари никаквих јаких циклона. Максималне брзине циклона измерене на острву у периоду од 1970. до 2000. током месеци када је острво најизложеније циклонима, износе око 75 километара на час.
Острво и војна база на њему нису били погођени цунамијем који је уследио након земљотреса у Индијском океану децембра 2004. године. 
Војно особље стационирано у бази на острву је јавило, да су таласи знатно виши од уобичајене висине. Захваљујући својој топографији, острво је прошло недирнуто. На источном делу атола, налази се подморска Чагос увала, дугачка око 650 километара и у најдубљем делу ове увале, дубина достиже чак 4.900 метара. Дубина ове увале је довољна да спречи надирање цунамија и тиме заштити острво. Сматра се такође да је корални спруд у великој мери разбио надолазеће таласе.
30. новембра 1983. године, земљотрес јачине 7 на Рихтеровој скали, 55 километара северозападно од острва, је проузроковао мали цунами који је у малој мери оштетио базу на острву. Таласи су били висине око 1,5 метара, и мала штета је нанета неким објектима, као што су лука и аеродром.

## Историја
Португалски морепловци су први открили острво Дијего Гарсија раних година XVI века. Верује се да је острво названо по или капетану брода или бродском навигатору. Острво је остало ненасељено и пусто све до XVIII века када су французи изградили плантаже копре. Након Наполеонских ратова, Дијего Гарсија постаје британска колонија и од 1814. до 1965. године припада Маурицијусу. 
1965. године Чагос архипелаг, којем припада и Дијего Гарсија, Велика Британија купује од Маурицијуса и архипелаг као и острво постају Британска морска колонија. 1971. године плантаже су откупљене и затворене, као последица уговора између Велике Британије и САД, по којем је острво дато на најам америчким војним снагама. Иако је уговор тајновит, верује се да САД не плаћа своје битисање на острву Великој Британији, али се генерално сматра да је Велика Британија добила попуст од 14 милиона америчких долара при куповини Поларис ракета. Према овом уговору сва економска активност на острву је забрањена.
Све до 1971. године Дијего Гарсија је имало своје домородачко становништво, које се звало Чагосијанс или Илоис. Преци становништва су радници који су некада дошли на острво путем Источноиндијске компаније, као и заробљени афрички робови који су довођени на плантаже кокоса и копре. Становништво је живело у три главна насеља Источна Тачка (главно насеље на источном оквиру атола), Мини Мини (4,5 километара северно од Источне Тачке), и Тачка Маријане (на западном оквиру атола). Становништво је насилно исељено прво на Сејшелска острва, а затим на Маурицијус. Постоје гласине да су војници САД као и Велике Британије уносили страх код домаћег становништва како би се ови што пре иселили. Од њихове насилне депортације, становништво Чагосијанси, као и данашња њихова деца, се бори за своја права и повраћај острва. Априла 2006. године 102-ма Чагосијансима је дозвољено да под пратњом војника америчке војске, посете Дијега Гарсију на недељу дана, како би обишли гробове својих рођака и чланова породице и посетили своја родна места.
Данас је Дијего Гарсија дом америчкој војној бази, коју надгледају заједно САД и Велика Британија, мада је сама база власништво Америке. База служи као стратешки важна тачка.
Аеродром на острву је модеран и дозвољено велики да подржи све велике модерне војне авионе, како борбене тако и теретне. Са ове војне базе, многи амерички бомбардери, типа Б-52 су полетали и извршавали ваздушне акције током Заливског рата 1991. године, и извршавају ваздушне акције у рату у Ираку од 2003. до данас. Војни авиони који су први бомбардовали Багдад, престоницу Ирака, 22. марта 2003. године су полетели са Дијего Гарсије. Неки од ових бомбардера су користили антену за Глобални Позициони Систем, која се налази на острву, при маневрисању бомби и ракета кроз Багдад.
Војна база на острву је део Америчке Истраживачке Свемирске Агенције, скр. НАСА-е, те као таква има довољно велику писту за хитно слетање свемирских летелица по потреби.,
Уговор између САД и Велике Британије о коришћењу острва у америчке војне службе је направљен 1966. године. Уговор је важи до 2036. године, али САД или Велика Британија могу да изађу из уговора без правних последица након 2016. године.
Градња и одржавање војних објеката на острву, дозвољена је само војном особљу и инвентар оружја је тајан. Родбини војника стационираних на бази је забрањен приступ, и ником другом осим војном особљу није дозвољен приступ. 2001. године, Стејт Дипартмент је обелоданио да на острву Дијего Гарсија има више објеката и зграда од укупног броја људи.

## Политика
2000. године, Врховни суд Велике Британије је дао домородачком становништву право да се врате на атол и дао им је британска држављанства. 2002. године становништво (које тада броји 4.500 људи), са млађим генерацијама, које нису никад ни виделе острво, вратило се у суднице, тражећи компензацију за две изгубљене године, тврдећи да Министарство Спољних Послова намерно одуговлачи исељавање војних снага са острва након одлуке Врховног суда 2000. године. Међутим, 10. јуна, 2004. године влада Велике Британије одлучује да пређе преко одлуке Врховног суда, и забрањује становништву повратак на острво. Велики број исељеника би желело да обнови сада затворене плантаже по њиховом повратку или 2016. или 2036. године када уговор истекне (уколико се не продужи). Неки се и даље боре за британска држављанства.
11. маја 2006. године Врховни Суд Велике Британије је донео одлуку да је одлука владе Велике Британије из 2004. године да се забрани повратак исељеника неважећа и нелегитимна, и да становништво има право да се врати на острво. Остаје да се види да ли ће влада да се жали на ову одлуку, и како и када се ова одлука да се спроведе у дело.
Невладине организације широм света тврде да се базе на острву користе у контроверзним програмима америчке владе, типа држање затвореника осумњичених да на овај или онај начин имају удела у светској терористичкој мрежи. Бивши секретар Велике Британије Џек Стро је изјавио да су га у неколико наврата америчке власти уверавале да затвореници нису пролазили преко базе и острва ка Гвантанамо затвору у заливу Гвантанамо, на Куби.

## Стратешки значај
Током Хладног рата, САД је имала намеру да отвори војну базу негде у Индијском океану. Како је Дијего Гарсија близу Индије, а Индија током Хладног рата била блиска Совјетском Савезу, САД је видео у острву изузетан стратешки значај. У неколико наврата, услед војних акција на острву, односи између Индије и САД су захладнели. Током Хладног рата велики број политичких партија у Индији је захтевало затварање војне базе на острву. Након Хладног рата, односи између Индије и САД су знатно побољшани. Острво је било место неколико важних војних вежби између индијских и америчких војних снага у периоду од 2001. до 2004. године.
На острву се налази неколико лука, у којима су стално стационирани огромни војни бродови, у просеку њих 14. Ови бродови доносе медицинску и војну опрему (тенкови, џипови, хеликоптери) америчким снагама у регионалним сукобима. Ова близина је била од нарочитог значаја током Заливског рата 1991. године, као и током тренутног рата у Ираку (2003 — ).